# КК Невежис
КК Невежис (литв. Krepšinio Klubas Nevėžis) је литвански кошаркашки клуб из Кедајњаја. У сезони 2013/14. такмичи се у Литванској кошаркашкој лиги и у Балтичкој лиги.

## Историја
Клуб је основан 1992. године. У Литванској кошаркашкој лиги највећи успех било је полуфинале плеј-офа у пар наврата. 
Редовни је учесник регионалне Балтичке лиге од њеног оснивања. У њеном елитном рангу није имао значајнијих успеха, али је освајао Челенџ куп 2005. и 2008. године, као и предсезонски ББЛ куп 2013. године.

## Успеси

### Међународни
- Челенџ куп Балтичке лиге:
  - Победник (2): 2005, 2008.

- Куп Балтичке лиге:
  - Победник (1): 2013.

## Познатији играчи
- Јонас Мачијулис